# Nenê (Fußballspielerin, 1988)
Adriane dos Santos (* 20. Juli 1988 in Ji-Paraná), vor allem bekannt unter ihrem Spielernamen Nenê, ist eine brasilianische Fußballspielerin.

## Karriere

### Verein
Als Kind begann Nenê bei einem Verein in Planaltina das Fußballspielen und durchlief danach die Nachwuchsmannschaften diverser Clubs des Bundesdistrikts, bevor sie 2005 eine professionelle Karriere im Staat São Paulo aufnahm. 2009 unternahm sie ein kurzes Gastspiel bei FC Gold Pride in der US-amerikanischen WPS. Erfolgreiche Engagements folgten bei Foz Cataratas FC und vor allem bei der Sportvereinigung Ferroviária in Araraquara, mit der sie das brasilianische Double und die Copa Libertadores gewinnen konnte.
Seit 2016 gehört Nenê dem Kader des SC Corinthians aus São Paulo an, mit dem sie in Kooperation mit dem Grêmio Osasco Audax ein drittes Mal den brasilianischen Pokal gewonnen hat.

### Nationalmannschaft
Von 2006 bis 2008 gehörte Nenê dem Nachwuchskader der U-20-Nationalmannschaft Brasiliens an, mit dem sie bei den Südamerikameisterschaften in Chile 2006 und im eigenen Land 2008, sowie bei den Weltmeisterschaften in Russland 2006 und in Chile 2008 teilnahm. Im letztgenannten Turnier erzielte sie beim Viertelfinal-Aus (2:3) ihrer Mannschaft gegen die deutsche U-20 ihr letztes Länderspieltor.
Ihr erster Einsatz in der brasilianischen A-Auswahl erfolgte am 6. März 2013 bei ihrer Einwechslung in einem Freundschaftsspiel gegen Frankreich (2:2) in Nancy. Ihr Debüt in der Startelf folgte am 19. Juni 2013 in einem Freundschaftsspiel gegen Schweden (1:1) in Stockholm. Bis in das Frühjahr 2014 ist Nenê in insgesamt neun Länderspielen zum Einsatz gekommen, danach aber nur noch einmal am 7. Dezember 2016 für einen Kurzeinsatz in einem Spiel des Vier-Nationen-Turniers in Manaus gegen Costa Rica berücksichtigt worden.

## Erfolge
Nationalmannschaft
- Bronzemedaille bei den Südamerikaspielen: 2014
- Gewinnerin des Vier-Nationen-Turniers in Brasilien: 2016
- U-20-Südamerikameisterin: 2006, 2008

Verein
- CONMEBOL Copa Libertadores: 2015
- Brasilianische Meisterin: 2014, 2018, 2019
- Brasilianische Pokalsiegerin: 2011, 2014, 2016
- Meisterschaft der Série A3: 2025
- Staatsmeisterin von São Paulo: 2013
- Staatsmeisterin von Paraná: 2010, 2011, 2012
- Distriktmeisterin von Brasília: 2022, 2023

Auszeichnungen
- Torschützenkönigin der Copa do Brasil: 2014